# Вертушка (галактика)
Галактика Вертушка (англ. Messier 101, M 101, NGC 5457, рус. Мессье 101) — спиральная галактика в созвездии Большая Медведица. Объект входит в атлас пекулярных галактик под названием Arp 26. Иногда встречается название «Цевочное колесо» — результат ошибочного перевода с англ. Pinwheel.
Галактика была открыта Пьером Мешеном 27 марта 1781 года. Впоследствии он сообщил о ней Шарлю Мессье. Последний уточнил местоположение объекта и добавил в свой каталог одной из последних записей.
Была классифицирована Хабблом как образец галактики Sc.

## История изучения
Пьер Мешен, первооткрыватель M101, описал её как «туманность без звезды, очень неясная, но большая: от 6' до 7' в диаметре, между левой рукой Волопаса и хвостом Большой Медведицы».
Уильям Гершель писал в 1784 году, что 7, 10, и 20-футовые рефлекторы показывали пятнистый вид туманности.
Лорд Росс изучал M101 в свой 72-дюймовый рефлектор в течение второй половины XIX века. Он первым создал обширное описание и сделал зарисовки этой спиральной структуры.
Наблюдение спиральной структуры M101 с помощью современных любительских телескопов требует апертуры (диаметра объектива) от 50 мм и минимально засвеченного (загородного) неба, ввиду относительно невысокой поверхностной яркости этого объекта. При хороших условиях и с телескопом диаметром от 150—200 мм в ветвях этой галактики можно увидеть до десятка звёздных ассоциаций.
В галактике было зарегистрировано четыре вспышки сверхновых: SN 1909A, SN 1951H, SN 1970G и в 2011 году SN 2011fe.
В мае 2023 года в галактике была открыта сверхновая SN 2023ixf, принадлежащая к типу II.

## Характеристики

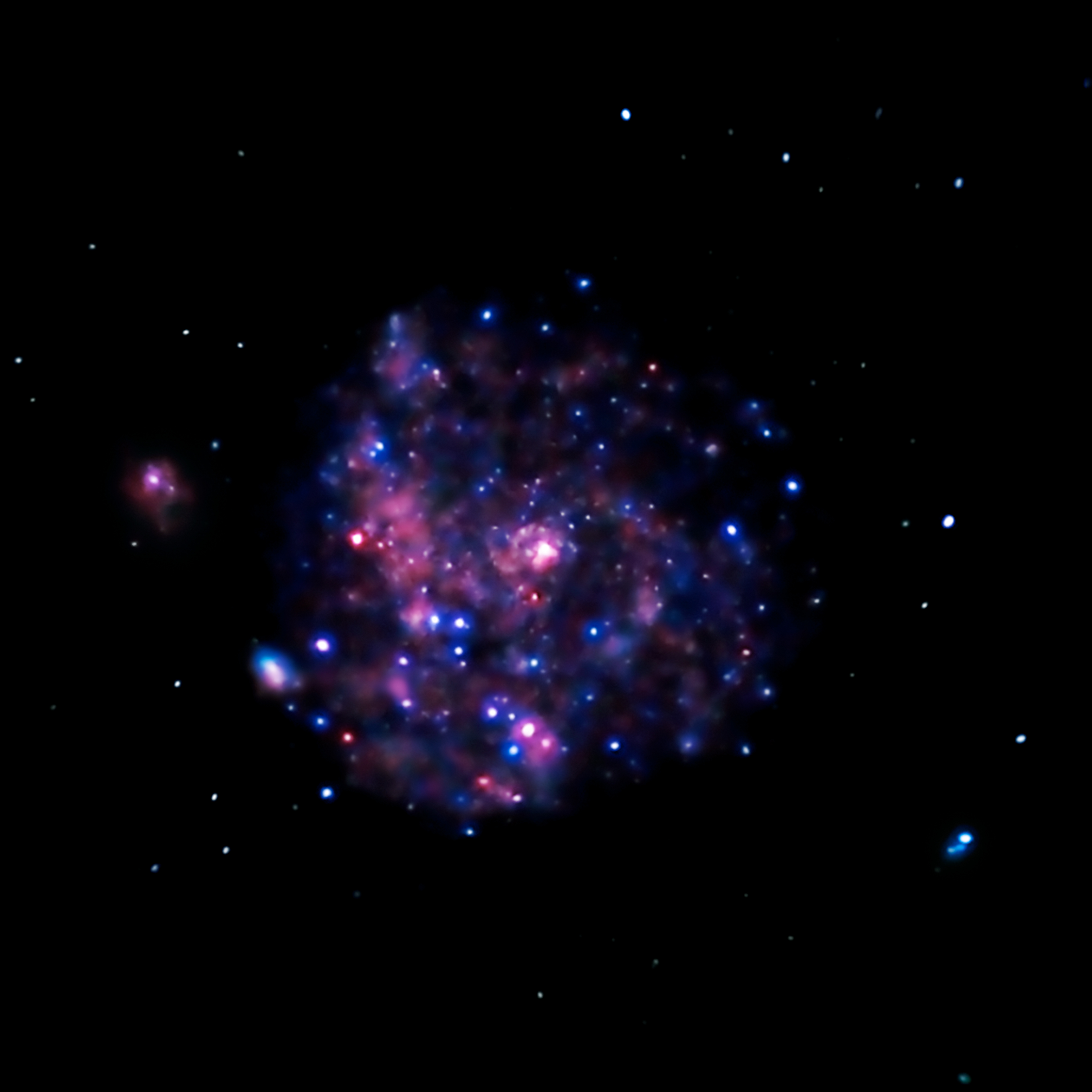
M 101, видимая в рентгеновском диапазоне. Фотография телескопа Чандра.

М101 мы видим плашмя; она очень похожа на наш Млечный Путь, только по размерам несколько крупнее. Галактика обладает ярко выраженными спиральными рукавами и небольшим компактным балджем.
28 февраля 2006 года NASA и ESA выпустили очень подробный снимок спиральной галактики. На сегодняшний день — это крупнейший и наиболее детальный снимок галактики сделанный телескопом Хаббла. Снимок был составлен из 51 отдельного кадра.
В 2009 году орбитальный телескоп Чандра сделал фотографию галактики в рентгеновском диапазоне. Синий цвет на снимке указывает на разогретый газ, сосредоточенный вокруг нейтронных звёзд и чёрных дыр.
В 2015 году с помощью орбитальных телескопов «Хаббл» и «Спитцер» в галактике был обнаружен кандидат в звёзды типа η Киля. Объект представляет собой крупную и массивную звезду (массой более 100 масс Солнц).